# Дегенхард фон Хеленщайн (епископ)
Дегенхард фон Хеленщайн или Дегенхард фон Гунделфинген-Хеленщайн (на немски: Degenhard von Hellenstein; Degenhard von Gundelfingen-Hellenstein; † 26 ноември 1307) е епископ на Аугсбург (1303 – 1307). Фамилният замък „Хеленщайн“ се намира над Хайденхайм ан дер Бренц в Баден-Вюртемберг.

## Биография
Той е син на Дегенхард фон Гунделфинген-Хеленщайн († сл. 1293) и първата му съпруга графиня Агнес фон Дилинген († сл. 1258), сестра на Хартман фон Дилинген, епископ на Аугсбург (1248 – 1286), дъщеря на граф Хартман IV фон Дилинген († 1258) и графиня Вилибирг фон Труендинген († 1246). Роднина е на Готфрид II фон Гунделфинген, от 1197 г. епископ на Вюрцбург, и братовчед на Андреас фон Гунделфинген, епископ на Вюрцбург (1303 – 1313).
По времето на чичо му епископ Хартман фон Дилинген, Дегенхард е приет (1277 г.) в катедралния капител в Аугсбург. Освен това той е архидякон (1283 – 1289) и пропст на манастирската църква „Св. Мориц“ в Аугсбур, става и катедрален пропст. В края на април/началото на май 1303 г. той е избран за епископ на Аугсбург.
Дегенхард дарява собствености и права на тевтонския орден на коменде Донаувьорт, на цистерцианския манастир Щам и на Аугсбургския катедрален капител.